# Tullio Levi-Civita
Tullio Levi-Civita (Padova, 1873. március 29. – Róma, 1941. december 29.) olasz matematikus. A páduai egyetem és az első világháború után a római egyetem tanára. Ő alkotta meg a koordinátamentes differenciálszámítás alapjait. Róla nevezték el a differenciálgeometriában a Levi-Civita kovariáns deriválást, a fizikai vektor- és tenzorszámításban a Levi-Civita-szimbólumot.

## Életpályája
Édesapja, Giacomo Levi-Civita ügyvéd, 1908-tól szenátor. Tullio már középiskolában megmutatja kiemelkedő tehetségét. Később a Páduai Egyetem matematikai karára nyer felvételt, 1890-ben. Itt két legnevesebb tanára Giuseppe Veronese és Ricci-Curbastro volt, utóbbival később is dolgozott együtt. Disszertációját invariánselméletből írta. 1892-ben végzett, majd három év parviai kitérő után 1898-tól a Páduai Egyetemen oktat húsz éven át.
Nemzetközileg elismert tudósként többször próbálták Rómába csábítani, de egyszer sem állt kötélnek. 1914-ben feleségül vette egyik tanítványát, Libera Trevisanit.
Az első világháború után a Római Egyetem igyekezett megerősíteni kutatási színvonalát. Levi-Civita némi gondolkodás után elfogadta az ajánlatukat. Kezdetben az Analízis Tanszéken, 1920-tól a Mechanika Tanszéken dolgozott.
A háború lezártával, 1919-ben Wilson amerikai elnök javaslatára megalakult a Nemzetközi Kutatási Tanács. Ennek a szövetséges hatalmak mellett bármely független ország tagja lehetett, de – háborús szerepvállalásuk miatt – kizárták Németországot, Magyarországot, Ausztriát és Bulgáriát. Levi-Civita internacionalistaként ellenzett minden ilyen különbségtételt. Küzdött, hogy a tudományos életben minden ilyen megosztást megszüntessen. Konkrét elhatározása egy innsbrucki nemzetközi konferencián született meg, és 1924-ben Delftben teljesedett ki. Itt volt az első, teljeskörűen nemzetközi tudományos konferencia.
Levi-Civita hithű szocialista és pacifista volt.
A totalitárius kormányzat 1931-ben a professzorokat rákényszerítette egy, a fasizmust támogató esküre. Volterra visszautasította az aláírást, ezért elbocsátották az állásából. Habár Levi-Civita erősen szemben állt a fasizmus eszméjével, féltette családját és a Rómában kialakított kutatócsoportját, így morális aggályai ellenére aláírta az esküt. 1933 és 1936 között a Harvardon, Princetonban, Moszkvában és Kijevben tartott előadásokat. Miközben Houstonban tartózkodott, egy interjúban igen kritikusan nyilatkozott Olaszországról. Hazakérették, de Levi-Civita nemzetközi ismertsége miatt nem büntették meg súlyosan.
1936-ban volt egy nemzetközi matematikai kongresszus Oslóban, amelyen kormányuk döntése miatt egyetlen olasz matematikus sem vehetett részt. Ennek ellenére Levi-Civita tagja lett a Fields-érem jelölőbizottságának.
1938-ban a törvények száműzték az összes zsidót a kulturális közéletből, egyetemekről, iskolákból, akadémiáról. Ezzel együtt Levi-Civitát is elbocsátották. Nem sokkal később agyvérzés végzett vele.

## Munkássága
1895-ben javított egy adott intervallumban levő prímszámok becslésén. Arról a legismertebb, hogy (Christoffel és Ricci-Curbastro mellett) ő alkotta meg a koordinátamentes differenciálszámítás alapjait. Utóbbival közösen publikálta cikkét a tenzorszámításnak arról a formájáról, amelyet Albert Einstein is felhasznált 15 évvel később. Dolgozott a soktestproblémán, vizsgálta a csatornában áramló folyadékok mozgását. 1933-ban hozzájárult ahhoz, hogy Dirac felállíthassa kvantummechanikai egyenleteit.
Emlékét a differenciálgeometriában a Levi-Civita kovariáns deriválás elnevezése őrzi. Hermann Weyl Levi-Civita gondolatait felhasználva próbálta a gravitáció és az elektromágnesség elméletét egyetlen keretbe foglalni – sikertelenül. Továbbra is ez a legnagyobb kihívás a fizikusok előtt (lásd az Alapvető kölcsönhatások szócikket).